# M1931 (танк)
M1931 — опытный лёгкий колёсно-гусеничный танк США 1930-х годов. Был разработан фирмой Дж. Кристи в качестве усовершенствованной версии его танка M1928, предназначенной для Армии США. В 1931 году было изготовлено 7 танков этого типа, испытывавшихся пехотой под обозначением Средний танк T3 (англ. Medium Tank T3). Четыре из выпущенных танков в 1932 году были переданы кавалерии, которая в модифицированном варианте, отличавшемся вооружением, использовала их под обозначением Боевая машина T1 (англ. Combat Car T1). Танк не был принят на вооружение ни пехотой, ни кавалерией, однако активно использовался последней в различных экспериментах до 1936 года, когда T1 и T3 из-за изношенности и появления новых, более совершенных танков были отправлены на слом.

## Модификации
- Medium Tank T3 — вариант для пехоты, имел вооружение из спаренной установки 37-мм пушки M1916 и 7,62-мм пулемёта.
- Combat Car T1 — вариант для кавалерии, отличался вооружением из спаренной установки 12,7-мм и 7,62-мм пулемётов.
- Combat Car T1E1 — переоборудованный вариант одного из танков для кавалерии, отличавшийся заменой цепных бортовых передач на зубчатые.
- Combat Car T1E2 — неосуществлённый проект переоборудования кавалерийского танка, отличавшийся заменой карбюраторного двигателя на дизельный, мощностью 120 л.с.

### Сноски
1. ↑  16-мм внешние броневые листы и 5-мм внутренние листы из неброневой стали, между которыми располагались элементы подвески.
2. ↑  На гусеничном и колёсном ходу, соответственно.
3. ↑  Обозначение его как среднего танка было вызвано лишь особенностями национальной классификации, по которой танки массой более 5 тонн, слишком тяжёлые для перевозки танковым транспортёром, относились к средним.
4. ↑  С 1928 по 1940 год танки кавалерии обозначались как «боевые машины» для обхода ограничений Закона о национальной обороне 1920 года, согласно которому правом на использование танков обладала только пехота.